# Функ, Дмитрий Анатольевич
Дми́трий Анато́льевич Функ (род. 21 июня 1962, Кемерово, РСФСР, СССР) — российский этнолог, исследователь традиционной культуры народов Южной Сибири, теоретических проблем социальной эволюции, меняющейся идентичности и этнической истории. Доктор исторических наук, профессор, заведующий кафедрой этнологии МГУ (2013—2020), директор Института этнологии и антропологии РАН (2019—2024), заведующий Лабораторией социокультурной антропологии МГЛУ.

## Биография
Родился в Кемерово. В 1979—1984 годах учился на историческом факультете Кемеровского государственного университета, специализировался по кафедре археологии. В 1984—1985 годах был стажером-исследователем. В 1985—1987 годах служил в Советской Армии. В 1987—1990 годах был аспирантом кафедры этнографии и антропологии исторического факультета Ленинградского государственного университета. В 1990—1991 годах работал редактором, старшим библиотекарем-библиографом Библиотеки АН СССР (филиал при МАЭ (Кунсткамере)). С 1991 года был научным сотрудником Омского филиала ИИФФ СО РАН. В 1991—1993 годах работал консультантом по национальным вопросам в кооперативе «Рубин» (Кемерово).
С 1993 года — старший научный сотрудник, с 1995 года — заведующий отделом Севера и Сибири ИЭА РАН (Москва). В 1998 году был стипендиатом Конференции немецких академий наук, находился на стажировке в Кельнском университете (Германия). В 2013—2020 годах — заведующий кафедрой этнологии исторического факультета МГУ. С 2019 года — директор Института этнологии и антропологии РАН.
В 1991 году в Ленинградской части Института этнографии защитил кандидатскую диссертацию на тему «Бачатские телеуты в XVIII — начале XX в. Историко-этнографическое исследование».
В 2003 году в ИЭА защитил докторскую диссертацию на тему «Шаманская и эпическая традиция тюрков юга Западной Сибири (историко-этнографическое исследование телеутских и шорских материалов второй половины XIX — начала XXI в.)».
Участвовал в полевых исследованиях в Кемеровской области, Республике Алтай, Алтайском крае, в республиках Хакасия, Тува, Саха (Якутия), в Томской области, Красноярском крае, на Сахалине (шорцев, телеутов, различных групп алтайцев, русских, чувашей, хакасов, тувинцев, якутов, селькупов, эвенков, нивхов, уйльта).
Главный редактор научных журналов «Сибирские исторические исследования» (Россия), «Journal of Central and Inner Asian Dialogue» (США). Входит в состав редколлегий журналов «Этнографическое обозрение» и «Вестник Московского университета. Серия „История“».

## Научная деятельность
Основные научные интересы — социально-экономические трансформации, идентичности и социальные структуры, городская антропология, антропология религии, эпоса, история идей в этнологии и фольклористике.
Основные направлениями научной деятельности в 2010-е годы являлись современная религиозная составляющая культурной идентичности у народов Севера и Сибири; жертвенность и насилие в нарративах беженцев, трудовых мигрантов и принимающего сообщества в российских и европейских мегаполисах, российский и международный опыт анализа и урегулирования конфликтов из-за невозобновляемых ресурсов в местах проживания индигенных этнических групп, описание и представление в 3D формате коллекций Музея археологии и этнографии Сибири ТГУ, сакральные практики освоения социальных ландшафтов на южном Алтае.
В 2010—2018 годах участвовал в подготовке текста к изданию, комментировании, редактировании многотомного издания «Шорский героический эпос» (т. 1-5), фундаментального собрания шорского устного наследия.
Д. А. Функ являлся ответственным редактором и руководителем проекта по созданию и наполнению этнодемографической базы данных ИЭА РАН. Задачей проекта являлось создание информационной системы, наполненной данными по генеалогии и этнодемографии народов Севера и Сибири за XVI/XVII — XX вв., пригодными для аналитической обработки. База данных содержит информацию о кольских саамы, манси, уйльта, тюркских народах Западной Сибири и Алтая и КМНС Томской области за период с 1574 по 2009 гг.
Д. А. Функ являлся ответственным редактором и руководителем проекта Корпус фольклорных текстов на языках народов Сибири, 2011—2019. В настоящее время созданы ненецкий, телеутский, шорский, эвенкийский корпуса.
Еще одним направлением научных исследований стало этнографическое изучение материальной и духовной культуры телеутов. Этой проблематике посвящена диссертация «Бачатские телеуты в XVIII — начале XX в. Историко-этнографическое исследование» (1991), монография «Телеутское шаманство» (1998), собрание телеутского фольклора (2004), монографии «Миры шаманов и сказителей» (2005), «Семейно-родовые покровители у телеутов» (2012), «Los teleutas» (2018) (на исп. языке).

### Членство в академических и исследовательских обществах и ассоциациях
• Ассоциация антропологов и этнологов России
• Российский комитет тюркологов
• American Anthropological Association
• European Association of Social Anthropologists
• International Society for Epic Studies (вице-президент)
• International Ural-Altaic Society
• International Georg-Wilhelm-Steller Society
• Gesellschaft für bedrohte Sprachen
• International Arctic Social Sciences Association (в 2017–2021 гг. член совета)
• Kulturstiftung Sibirien gGmbH (член совета фонда)
• Foundation for Shamanic Studies
• DGV Regionalgruppe Sibirien und zirkumpolare Gebiete

### Премии, почетные звания
- В 1994–1996 гг. был получателем государственной стипендия для «молодых выдающихся ученых, кандидатов наук в возрасте до 35 лет».
- В 1996 г. также получил стипендию в рамках программы государственной поддержки ведущих российских научных центров (Российский фонд фундаментальных исследований, грант 96-06-04414).
- В 1998 г. являлся стипендиатом Конференции немецких академий наук.
- В 2007 г. первым среди этнологов/антропологов Старого Света стал лауреатом Премии имени Фридриха Вильгельма Бесселя за выдающиеся достижения в области этнологии[7] (Фонд Александра фон Гумбольдта).
- В 2021 г. получил звание Почетного доктора (Doctor Honoris Causa) Университета г. Печ (Венгрия).

### Подготовка кадров
Начиная с 1993 года Д.А. Функ работал в качестве лектора (профессора) по программам специалитета, бакалавриата и магистратуры в Российских университетах – на кафедре истории России в МИЭТ, в Центре социальной антропологии РГГУ, на кафедре этнологии МГУ, на историческом факультете ТГУ, а также за рубежом – на кафедре этнологии в университете г. Печ (Венгрия), в Институте социальной и культурной антропологии и этнологии университета г. Вены (Австрия), в Южно-Казахстанском университете (Шымкент, Казахстан), регулярно выступал в качестве приглашенного лектора с разовыми лекциями во многих университетах Германии. С 2011 по ….. г. являлся председателем государственной экзаменационной комиссии в Центре социальной антропологии РГГУ. 
В 2008 г. за большую работу по подготовке научных кадров Д.А. Функ получил звание профессора по специальности «этнография, этнология и антропология». Начиная с 1996 года им были подготовлены 12 кандидатов исторических наук, успешно защитившие свои диссертации:
1.     Плужников Н.В., 1999
2.     Дугарова Р.Д., 2004
3.     Азизова Н.Р., 2004 (в наст. вр. доктор культурологии)
4.     Поворознюк О.А., 2005 (в наст. вр. PhD candidate, Венский университет)
5.     Шаховцов К.Г., 2007
6.     Кучинский М.Г., 2007
7.     Мамонтова Н.А., 2013 (в наст. вр. PhD, Оксфорд)
8.     Носырев И.Г., 2015
9.     Опарин Д.А., 2015 (в качестве научного консультанта)
10.  Маслов Д.В., 2017
11.  Альфонсо Н.Г., 2019
12.  Терехина А.Н., 2021

### Членство в диссертационных советах
С 1 мая 2014 г. – член диссертационного совета Д 501.001.78 МГУ имени М.В. Ломоносова по защите докторских и кандидатских диссертаций по специальностям 07.00.06 «археология» и 07.00.07 «этнография, этнология и антропология», с июля 2017 по декабрь 2019 г. – председатель этого диссовета (после перерегистрации – МГУ.07.03). После сложения с себя полномочий председателя, с 2020 г. – заместитель председателя диссертационного совета МГУ.07.03.
С 2017 г. является также членом диссертационного совета МГУ.03.11 МГУ имени М.В. Ломоносова по защите докторских и кандидатских диссертаций по специальности 03.03.02 «антропология».
С 2003 по 2019 г. – член диссертационного совета Д 002.117.01 по защите докторских и кандидатских диссертаций [DF1] по специальностям 07.00.07 «этнография, этнология и антропология» и 03.03.02 «антропология» при Институте этнологии и антропологии РАН, с 2020 г. – председатель данного диссовета.

## Основные работы
- «Абинцы» в русских исторических документах // Молодые ученые Кузбасса — 60-летию образования СССР. Кемерово, 1982. С. 90-92 (соавт. В.М. Кимеев)
- Техника плетения из кожи у телеутов. СПб., 1992. 34 с.
- Бачатские телеуты в XVIII — первой четверти XX в.: ист.-этнограф. исслед. М.: ИЭА РАН, 1993. 325 с.
- Песни села Челухоево / Зап. и пер. с телеутск. языка — Д. А. Функ, сост. В. И. Челухоев. Белово, 1993. 23 с.: цв. илл., ноты
- Телеутское шаманство: традиционные этнографические интерпретации и новые исследовательские возможности. М., 1997. 268 с.
- Телеутский фольклор / сост., вступ. ст., запись, пер., коммент. Д. А. Функа. М.: Наука, 2004. 182, [1] с.
- Миры шаманов и сказителей (комплексное исследование телеутских и шорских материалов). М.: Наука, 2005. 398 с[6].
- Шорский героический эпос / сост., подгот. к изд., вступ. ст., пер. на русский яз., примеч. и коммент. Д. А. Функа. М.: ИЭА РАН, 2010. Т. 1.
- Этнодемографическая база данных. ИЭА РАН, 2010. Авторская часть — Посемейное статистическое описание инородцев Кузнецкаго округа 1889 г. (Боянская оседлая инородная управа 1 и 2 пол., Абинская, Ближне-Каргинская, Богоракова, Едеева, Кондомо-Шелкальская, Дальне-Каргинская, Кызыльская, Кийская, Кивинская, Казанова, Мрасско-Бежбояковская, Мрасско-Елейская, Мрасско-Изушерская, Тогульская 1-й половины, Тогульская 2-й половины, Керецкая кочевые инородные волости, Телеутская оседлая инородная управа 1, 2 пол., и 3 части, Ашкыштымская инородная управа 1 пол.) — 1555 строк (93300 записей) http:// eddb.iea.ras.ru (руководитель проекта, отв. редактор)
- Шорский героический эпос. Т. 2: Шорский фольклор в обр. О. И. Благовещенской / Подг. к изд., вст.. ст. и комм. Д. А. Функа. Кемерово, 2011. 272 с.
- Корпус фольклорных текстов на языках народов Сибири. Корпусы ИЭА РАН, 2011—2019. Авторская часть (расшифровка и нормализация текстов на телеутском и шорском яз.) — 60 текстов, 271872 словоупотребления http://corpora.iea.ras.ru/corpora (руководитель проекта, отв. редактор)
- Семейно-родовые покровители у телеутов. Кемерово, 2012. 40 с., 20 с. цв. илл., CD.
- Шорский героический эпос. Т. 3: Сыбазын-Олак. Выспоренная Алтын-Торгу. Кара-Хан / Сост., ст., пер. на рус. яз., прил., прим. и комм. Д. А. Функа; сказитель В. Е. Таннагашев. Кемерово, 2012. 280 с., CD.
- Шорский героический эпос. Т. 4: Шорские эпические сказания в записях В. В. Радлова / Сост., вст. ст., подгот. шорск. текст. к изд., пер. на рус. яз., прим., комм., прил. Д. А. Функа. Кемерово, 2013. 208 с.
- Los teleutas. Toledo: Fundacion Carmen Arnau Muro Toledo, 2017. 164 p. Шорские эпические сказания в записях В. В. Радлова / Сост., вст. ст., подгот. шорск. текст. к изд., пер. на рус. яз., прим., комм., прил. Д. А. Функа. Астана: «Ғылым» баспасы, 2018. 206 с.
- Шорский героический эпос. Т. 5, ч. 1: Шорский эпос в самозаписях сказителя-кайчи В. Е. Таннагашева / Сост., подгот. шорск. текст., пер. на рус. яз., прим., комм., прил. Д. А. Функа. Томск, ТГУ, 2018. 234 с.
- «Ресурсное проклятие» и социальная экспертиза в постсоветской Сибири: антропологические перспективы : [коллективная монография] / Д. А. Функ, В. В. Поддубиков, Е. В. Миськова [и др.]; отв. ред. Д. А. Функ. М.: Тип. «Демос», 2019. 309 с.[12]

## Награды
- Медаль ордена «За заслуги перед Отечеством» II степени (8 ноября 2023 года) — за вклад в развитие науки и многолетнюю добросовестную работу[13]
- Медаль губернатора Кемеровской области «За веру и добро» (2010 год)
- Медаль Федеральной службы государственной статистики  «За заслуги в проведении всероссийской переписи населения 2010 года» (2012 год)